# Gustav Wied
Gustav Johannes Wied (Branderslev, 6 maart 1858 - Roskilde, 24 oktober 1914) was een Deens schrijver en maatschappijcriticus. Hij was de zoon van Carl August Wied en Catha Wied en de vijfde in een schare van elf kinderen.

## Jeugd en opleiding
Van 1887 tot 1890 woonde hij samen met schrijfster Nathalie Larsen. In 1896 trouwde hij met Alice Tutein (1869-1958). Hierdoor kwam hij in contact met zijn schoonvader Frederik Christian Ferdinand Tutein uit Høgholt in Vendsyssel die een beduidende bron werd voor de karakterisering van zijn personages en zijn kritiek op het burgerlijke. Tutein zou de inspiratie vormen voor de hoofdpersoon in de roman Fædrene æde druer ("De vaders aten druiven").
Op jonge leeftijd verhuisde hij naar Kopenhagen, waar hij invalkracht werd bij C.A. Reitzels Boghandel. In de zomer en het najaar van 1884 werkte hij als huisleraar op Overgård bij Mariager Fjord, waar hij onder andere de bibliotheek van het landgoed catalogiseerde. In hetzelfde jaar vertrok hij naar Kopenhagen. Tegelijkertijd met zijn werk als invaller op een school bereidde hij zich met moeite voor op het eindexamen. Hij slaagde in 1886 en behaalde zijn "filosofikum" (propedeuse) aan de Universiteit van Kopenhagen in 1887.

## Schrijverschap
Wied debuteerde onder het pseudoniem 'Peter Idealist' in 1887 met het pamflet Nogle Aforismer i Andledning af Interpellationen i Storeheddinge og dens Følger ("Enige aforismen naar aanleiding van de interpellatie in Store Heddinge en de gevolgen daarvan"), die gaat over de Minister van het Kerk- en Onderwijswezen Jacob Scavenius. Die was zojuist betrapt op een bezoek aan een Kopenhaagse prostituee en het pamflet maakte op onbarmhartige wijze de minister en zijn dubbele moraal belachelijk. Door Wieds aanval begon Scavenius' positie te wankelen, uiteindelijk liet zijn partij Højre hem vallen en in 1891 moest hij aftreden.  
Wied gaf in 1889 zijn eerste boek uit, het treurspel En hjemkomst ("Een thuiskomst"). Het volgende, En Bryllupsnat ("Een bruiloftsnacht") uit 1892, gaat over een grootmoeder die haar kleinkind wil vermoorden. Dit stuk werd ontvangen met zoveel afkeer, dat het werd uitgejoeld bij de première. De bundel Barnlige Sjæle ("Kinderlijke zielen") uit 1893 werd gekarakteriseerd als een verzameling uiterst gewaagde verhalen. 
Hij stond bekend als een maatschappijcriticus en benutte elke gelegenheid om het burgerdom te doorboren. Hij droeg vlijtig bij aan het blad København, dat geredigeerd werd door Ove Rode. Een kort verhaal dat hij in dit blad publiceerde zorgde er in 1892 voor dat hij door het Deense Hooggerechtshof werd veroordeeld tot twee weken gevangenisstraf. Dit kwam door het verhaal De unge og de gamle ("De jonge en de oude"). Gustav Wied verwerkte zijn tijd in de gevangenis literair in de roman Ungdomshistorier ("Jeugdverhalen") uit 1895, waarin het hoofdpersonage Gunnar Warberg symbool stond voor Wied zelf. 
Zijn satire en cynische humor komt duidelijk ten uitdrukking in de romans Livsens Ondskap ("Het kwaad des levens", 1899), Slægten ("De familie", 1898), Knagsted (1902) en Pastor Sørensen (1913). 
Van de opbrengsten van de komedie Første Violin ("Eerste viool", 1898) liet hij in Roskilde een huis bouwen naar zijn specifieke wensen. Dat huis was gescheiden in twee afdelingen, het ene deel om te wonen en het zuidelijke deel om te werken. De deuren tussen de twee gescheiden delen waren geluiddicht gemaakt met leer aan de zijkanten. Schrijver Walter Christmas had het huis na een bezoek als een vesting gekarakteriseerd, naderhand gebruikte Wied consequent deze benaming als hij sprak over zijn huis. De properheid van het huis werd onderhouden door een tuinier die de reputatie had erg streng te zijn, waardoor Wied hem “de ordehandhaver” noemde.
In zijn laatste jaar werden zijn inkomsten minder en hij had last van hevige buikkrampen. De combinatie van deze twee factoren leidde tot zijn besluit  om “aan dit alles een einde te maken”. Op 24 oktober 1914 nam hij een dodelijke hoeveelheid kaliumcyanide in.
Gustav Wied schreef gedichten, toneelstukken en zogenoemde satirestukken, toneelstukken met uitvoerige beschrijvingen van interieurs, stemmingen en de gedachten van de personages. De satirestukken zijn Wieds bijdrage aan de vernieuwing van de Deense literatuur. Van zijn grootste satirestuk Dansemus ("Wij dansen") uit 1905 luidde het motto: “Ja, wij dansen allen naar de pijpen van een hoger draaiorgeltje, Uwe Excellentie”. Dit stuk werd voor het laatst opgevoerd in 2001 in het Aarhus Teater. Zijn populairste theaterstuk Skærmydsler ("Schermutselingen") werd opgevoerd met Daimi en Jytte Abildstrøm in de hoofdrollen, de laatste keer in Folketeatret te Kopenhagen met Malene Schwartz en Sonja Oppenhagen in de hoofdrollen.

## Onderscheidingen
- Het Gustav Wied Gezelschap werd gevormd in 1938. Vandaag de dag telt dit gezelschap 156 leden.
- In Roskilde staat de Gustav Wieds vinstue (Gustav Wieds wijncafé).
- Vele straten in Denemarken zijn naar Gustav Wied vernoemd, onder andere in Aarhus, Frederikshavn, Silkeborg, Ebeltoft, Næstved, Grenå, Søborg en Nakskov.
- Zijn portret, dat door Valdemar Schønheyder Møller werd geschilderd, hangt in de zogenoemde kunstenaarsfries in de eetzaal van het Skagens Museum. Een ander portret, geschilderd door Michael Ancher, is te bezichtigen in het Anchers Hus, ook in Skagen.